# Райсснер, Ганс Якоб
Ганс Якоб Райсснер (нем. Hans Jacob Reissner, 18 января 1874, Берлин — 2 октября 1967, Маунт-Эйнджел, Орегон) — немецкий инженер, математик и физик.

## Биография
Райсснер родился в богатой берлинской семье, которая получила наследство от своего двоюродного деда по материнской линии. Во время Первой мировой войны был награждён железным крестом второго класса (для гражданских лиц) за его работу по проектированию летательных аппаратов.
Во времена Третьего Рейха он мог работать на авиаиндустрию, однако не имел «арийского» происхождения. В 1938 году он эмигрировал в США. Он учился в Иллинойсском технологическом институте в 1938—1944 гг. и в Политехническом институте Бруклина в 1944—1954 гг.
Будучи более инженером, чем физиком или математиком, Райсснер был первым, кто решил уравнения Эйнштейна для метрики заряженной точечной массы. Метрика Райсснера — Нордстрёма показала, что электрон имеет голую сингулярность, больше, чем горизонт событий.
Его сын — Эрик Райсснер — разработал теорию деформации сдвига платформ.